# تعهد بخشش

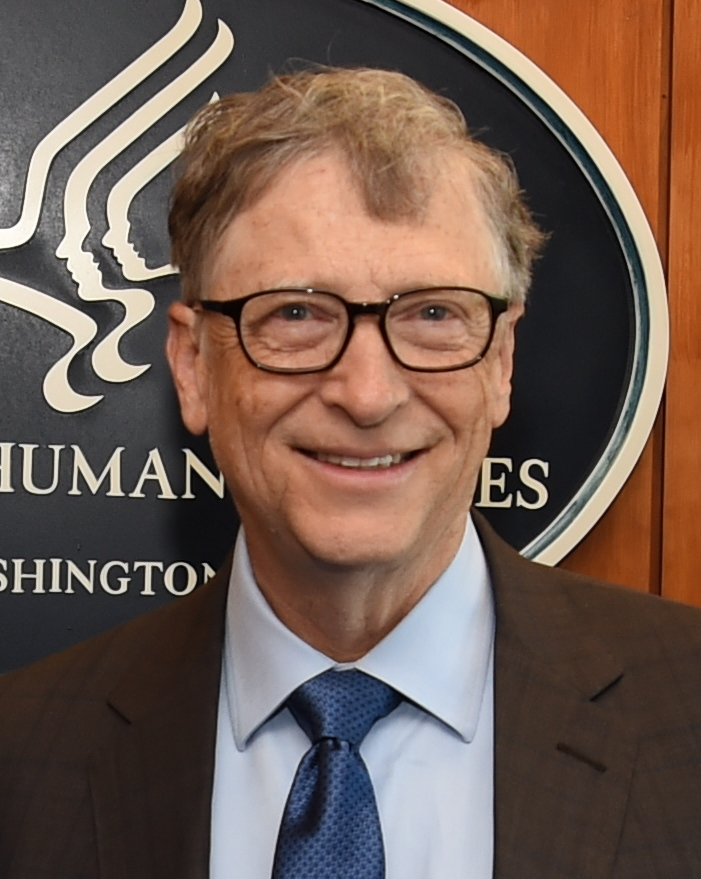
بیل میتواند اولین حامی باشد

تعهد بخشش کارزاری است برای تشویق افراد شدیداً ثروتمند به اهدای اکثریت ثروتشان به کنش‌های بشردوستانه. به تاریخ مه ۲۰۱۹، این تعهد ۲۰۴ امضاکننده به صورت فردی یا زوج از ۲۲ کشور دارد گرچه برخی از امضاکنندگان پس از امضا درگذشته اند. بیشتر امضاکنندگان تعهد میلیاردرند و تعهدهایشان بالای ۵۰۰ میلیارد دلار است. این تعهد تعیین نمی‌کند که پول به نحو خاصی یا در راستای خیریه یا کنش خاصی باید صرف شود و الزام قانونی هم در پی ندارد.